# Schinia florida

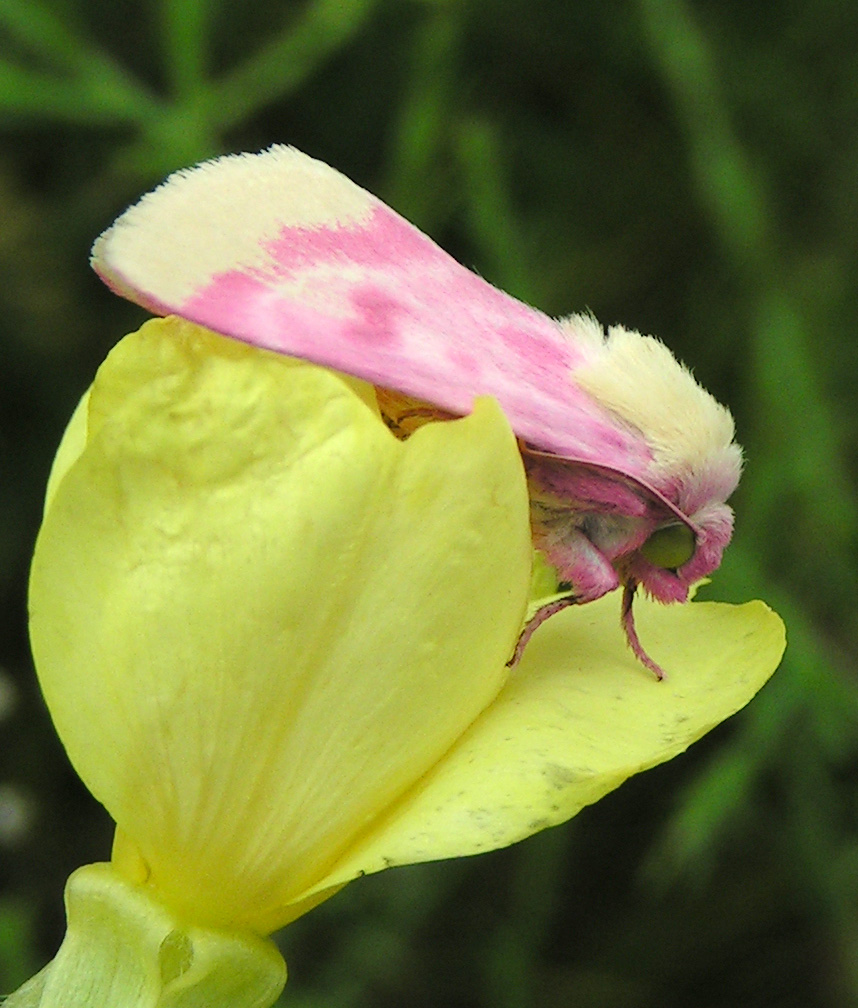
Seitenansicht

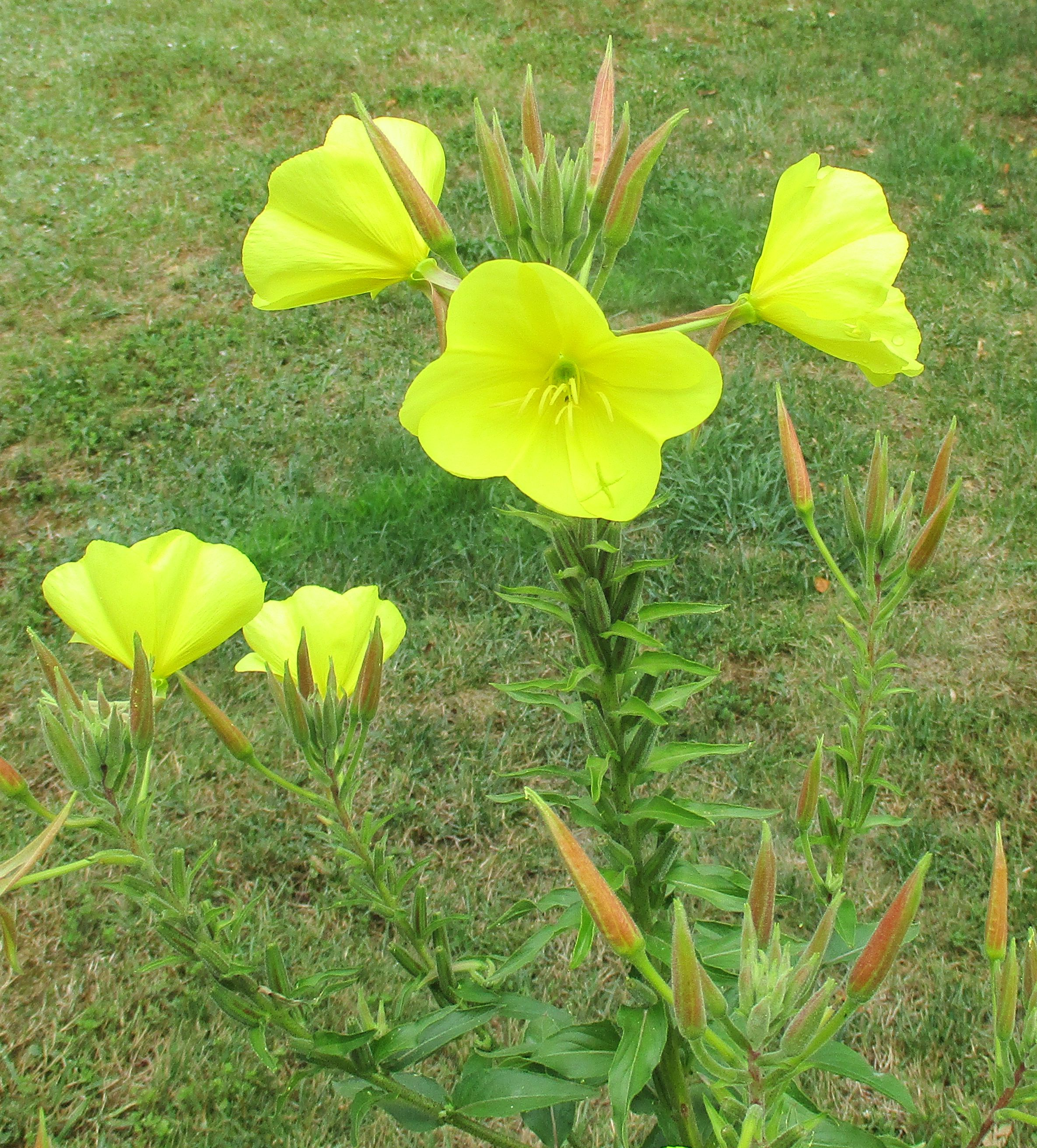
Blüten der Gemeinen Nachtkerze, die Hauptnahrung der Raupen

Schinia florida ist ein in Nordamerika vorkommender Schmetterling (Nachtfalter) aus der Familie der Eulenfalter (Noctuidae).

## Merkmale

### Falter
Die Falter erreichen eine Flügelspannweite von 27 bis 36 Millimetern. Zwischen den Geschlechtern besteht farblich kein Unterschied. Die Grundfarbe der Vorderflügeloberseite weist eine Zweiteilung auf. Basal-, Diskal- und Postdiskalregion sind rosa- bis magentafarbig. In der Diskalregion heben sich einige gelbliche Einmischungen ab. Ring- und Nierenmakel sind nicht erkennbar oder nur schwach angedeutet. Die Submarginalregion, der Saum und die Fransen haben eine gelbe Farbe. Die Hinterflügel sind zeichnungslos milchig weiß. Der Kopf und der Kragen entsprechen farblich der Basalregion der Vorderflügeloberseite. Thorax und Abdomen sind stark behaart und von kräftig gelber Farbe.

### Raupe
Ausgewachsene Raupen haben eine grasgrüne bis gelblich grüne Farbe. Die Rückenlinie ist dunkelgrün, die Nebenrückenlinien gelblich. Das erste Körpersegment zeigt einen rostbraunen Fleck.

### Ähnliche Arten
- Die Falter von Schinia lynda unterscheiden sich durch ein farblich insgesamt matteres Gesamterscheinungsbild, im Besonderen durch die dunkel braungraue Hinterflügeloberseite.
- Die Falter von Dryocampa rubicunda unterscheiden sich deutlich durch die Zeichnung auf der Vorderflügeloberseite, die eine Dreiteilung aufweist: Basal- und Submarginalregion sind rosa- bis magentafarbig, die Diskalregion gelblich.

## Verbreitung und Vorkommen
Schinia florida kommt im Süden Kanadas sowie in unterschiedlicher Anzahl in den Vereinigten Staaten bis in den Norden Floridas vor. Die Art bewohnt hauptsächlich trockene Waldlichtungen, karge Felder und Schutthalden, an denen die Wirtspflanze wächst.

## Lebensweise
Die Falter sind nachtaktiv. Sie fliegen in einer Generation zwischen Juni und September. Ihre Hauptflugzeit umfasst die Monate Juli und August. Zur Nektaraufnahme besuchen sie gerne die Blüten von Nachtkerzen (Oenothera), in denen sie tagsüber gerne ruhen und an denen auch die Eier abgelegt werden. Nachts fliegen sie künstliche Lichtquellen an. Die Raupen ernähren sich von den Blütenknospen, jedoch nicht den Blättern von Nachtkerzenarten, in erster Linie von der Gemeinen Nachtkerze (Oenothera biennis).